# Одрон земљишта у Филипинима 2006.
Одрон земљишта у Филипинима се догодио 17. фебруара 2006. у филипинској покрајини Јужна Лејта када се, због водених бујица и мањег земљотреса, одронио део планине. Званичан број мртвих је 1.126.